# كريستوفر بونو
كريستوفر بونو (بالإنجليزية: Christopher Bono)‏ هو ملحن ومنتج أسطوانات وكاتب أغاني أمريكي، ولد في 1979.

## وصلات خارجية
- كريستوفر بونو على موقع IMDb (الإنجليزية)
- كريستوفر بونو على موقع ميوزك برينز (الإنجليزية)
- كريستوفر بونو على موقع ديسكوغز (الإنجليزية)

- الموقع الرسمي